# Cynaeda pustulalis
Cynaeda pustulalis is een vlinder uit de familie van de grasmotten (Crambidae). De wetenschappelijke naam van deze soort is voor het eerst voorgesteld als Pyralis pustulalis door Jacob Hübner in een publicatie uit 1823.

## Verspreiding
De soort komt voor in Midden- en Zuid-Europa (Spanje, Zweden, Finland, Denemarken, Duitsland, Polen, Estland, Letland, Litouwen, Belarus, Rusland, Oekraïne, Tsjechië, Slowakije, Oostenrijk, Italië, Slovenië, Kroatië, Bosnië en Herzegovina, Hongarije, Servië, Roemenië, Albanië, Noord-Macedonië, Bulgarije, Griekenland), Turkije, Georgië, Libanon en Israël.

## Waardplanten
De rups leeft op Anchusa officinalis en Anchusa strigosa (Boraginaceae).